# 세바스티안 로사다
세바스티안 로사다 베스타르드(스페인어: Sebastián Losada Bestard, 1967년 9월 3일, 마드리드 주 마드리드 ~)는 스페인의 전직 축구 선수로, 현역 시절 스트라이커로 활약했다.
그는 9년 동안 5개 구단 소속으로 도합 131번의 라 리가 경기에 출전해 34골을 넣었는데, 그가 프로 무대 신고식을 치른 곳은 레알 마드리드였다.

## 클럽 경력
마드리드 출신으로, 레알 마드리드 유소년부를 졸업한 로사다는 1984년 9월 9일, 1-1로 비긴 스포르팅 히혼과의 원정 경기에서 1군 신고식을 치렀으나, 수도 연고 구단 소속으로 크게 두각을 나타내지는 못했다. 그러나, 그는 1989-90 시즌에 단 16번의 경기에서 8골을 기록했는데, 레알 마드리드는 이 시즌 리그 정상에 올랐고, 1990년 11월 8일에 2-2로 비긴 티롤 인스브루크와의 유러피언컵 경기에서도 골을 넣었다.
1987-88 시즌, 로사다는 1년 동안 에스파뇰로 임대되었고, 이 시즌에 1부 리그 경기에서 8골을 기록했고, 소속 구단의 UEFA컵 결승행에 일조하였다: 그는 카탈루냐 안방에서 벌어진 1차전에서 2골을 넣어 3-0 승리를 견인했으나, 2차전에 레버쿠젠이 경기를 뒤집어 승부차기까지 이어졌고, 그는 주자로 나서서 실축하면서 우승을 내주게 되었다.
이후, 로사다는 아틀레티코 마드리드로 이적하였으나 헤수스 힐 회장과 자주 언쟁을 벌였고, 세비야에서 디에고 마라도나와 동행했고, 셀타 비고에서 은퇴했다. 그는 불과 27세에 축구화를 벗고 변호사가 되었고, 2004년에는 스페인 왕립 축구 연맹 회장 선거에 출마했으나 낙선했다.

## 국가대표팀 경력
로사다는 1995년 1월 18일, 라 코루냐에서 2-2로 비긴 우루과이와의 친선경기에서 후반전에 출전해 처음이자 마지막으로 스페인 국가대표팀 경기에 출전했다. 그는 스페인 U-20 국가대표팀 일원으로 1985년 FIFA 세계 청소년 축구 선수권 대회에 참가해 5경기에 출전해 3골을 기록했고, 스페인은 이 대회 준우승을 거두었다.

## 수상

### 클럽
레알 마드리드
- 라 리가: 1988–89, 1989–90
- 코파 델 레이: 1988–89
- 수페르코파 데 에스파냐: 1988, 1989, 1990

에스파뇰
- UEFA컵 준우승: 1987–88

### 국가대표팀
스페인 U-20
- FIFA 세계 청소년 축구 선수권 대회 준우승: 1985[12]

### 개인
- FIFA 세계 청소년 축구 선수권 대회: 골든 슈 1985[12]